# George Andrew Reisner
George Andrew Reisner (Indianápolis, 5 de novembro de 1867 – Gizé, 6 de junho de 1942) foi um egiptólogo estadunidense.

## Biografia
Reisner nasceu em 1867, em Indianápolis, Indiana. Era membro de uma família de origem alemã, sendo filho de George Andrew Reisner I e Mary Elizabeth Mason. Formou-se bacharel, mestre e doutor em arqueologia pela Universidade de Havard.
Foi casado com Mary Putnam Bronson, com quem teve uma filha, chamada Mary.

## Carreira
Depois de formado na Universidade de Havard, realizou uma grande viagem pelo continente africano. Em uma temporada em Jebel Barkal, Núbia, constatou que os governantes núbios não estava enterrados nas pirâmides, mas sim fora delas.
Também foi o responsável pela reedescoberta de uma crânio de uma mulher, que ele pensava ser um governante da Núbia. O achado arqueológico foi usurpado e levado para o Museu Peabody de Arqueologia e Etnologia de Havard.
Depois de longo estudo sobre o Reino de Kush, desenvolveu uma lista de vice-reis egípcios na região. Ele encontrou o túmulo de Hetepheres I, a mãe de Khufu (Quéops) que construiu a Grande Pirâmide de Gizé. Depois dessas descobertas passou a desfrutar "de uma posição incomparável, não apenas como figura notável na egiptologia [de sua época], mas também como um homem cuja solidez de julgamento e amplo conhecimento geral [eram] amplamente reconhecidos".

### Escavações em Gizé
Em 1902, conseguiu a permissão para escavar o cemitério ocidental de Gizé, Egito. A área foi dividida em três seções, que foram divididas por sorteio. As escavações realizadas entre 1902 e 1905, foram financiadas por Phoebe Apperson Hearst. A seção sul foi concedida aos italianos sob Ernesto Schiaparelli, a faixa norte aos alemães sob Ludwig Borchardt, e a seção intermediária à Andrew Reisner.
Foi responsável por desenvolver uma nova técnica arqueológica que se tornou um padrão, combinando os métodos britânicos de Petrie, os métodos alemães de Dorpfeld e Koldewey, a sua própria praticidade americana e a sua habilidade para organização em grande escala. Apesar de posteriormente ter sido reconhecida como um sinal de boa prática, esta técnica era na época controversa e criticada por ser excessivamente elaborada.

### Linha do tempo
- 1897 - 1899: foi curador de uma coleção no Museu Egípcio no Cairo;
- 1899 - 1905: liderou a Expedição Hearst da Universidade da Califórnia para explorar cemitérios em Qift e arredores;
- 1905: editado o papiro médico Hearst;
- 1905 - 1914: atuou como professor assistente de Egiptologia na Universidade de Harvard;
- 1907 - 1909: dirigiu, a pedido do governo egípcio, uma pesquisa arqueológica da Núbia;
- 1908: foi designado chefe das escavações em Samaria, pela Universidade de Havard;[7]
- 1910 - 1942: foi curador de coleções egípcias no Museu de Belas Artes de Boston;
- 1914 - 1942: atuou como professor de Egiptologia na Universidade de Harvard;
- 1914: eleito membro da Academia Americana de Artes e Ciências;[8]
- 1916: descobre em Jebel Barkal, em dois esconderijos separados, estátuas de pedra dura, representando Taharqa e quatro de seus cinco sucessores: Tanwetamani, Senkamanisken, Anlamani, e Aspelta;
- 1916 - 1923: Realizou explorações em pirâmides de Meroë, Napata;
- 1940: eleito membro da Sociedade Filosófica Americana.[9]

## Publicações
- Early dynastic cemeteries of Naga-ed-Dêr. Leipzig: J. C. Hinrichs. 1908.
- The Egyptian conception of immortality. Cambridge: The Riverside Press (Houghton Mifflin). 1912.
- Excavations at Kerma. Cambridge: Peabody Museum of Harvard University. 1923.
- Harvard excavations at Samaria, 1908-1910. Cambridge: Harvard University Press. 1924.  (com Clarence Stanley Fisher e David Gordon Lyon)
- Mycerinus, the temples of the third pyramid at Giza. Cambridge: Harvard University Press. 1931.
- The development of the Egyptian tomb down to the accession of Cheops. Cambridge: Harvard University Press. 1936.
- A history of the Giza Necropolis. Cambridge: Harvard University Press. 1942.